# صلیب سرخ بنین
صلیب سرخ بنین(به انگلیسی: Red Cross of Benin) در سال ١٩٦٣ تأسیس گردید. دفتر مرکزی این سازمان در پورتو نووو، پایتخت بنین واقع شده‌است.